# Mojca Rataj
Mojca Rataj (Maribor, 9 dicembre 1979) è un'ex sciatrice alpina slovena naturalizzata bosniaca dalla stagione 2004-2005.

## Biografia
Attiva in gare FIS dal dicembre del 1994, la Rataj esordì in Coppa Europa il 7 febbraio 2000 a Sonthofen in slalom speciale e in Coppa del Mondo il 26 gennaio 2001 a Ofterschwang nella medesima specialità, in entrambi i casi senza completare la prova. Ai Mondiali di Bormio/Santa Caterina Valfurva 2005, sua prima presenza iridata, si classificò 42ª nello slalom gigante e 19ª nello slalom speciale.
Prese per l'ultima volta il via in Coppa del Mondo il 5 febbraio 2006 a Ofterschwang in slalom speciale, senza completare la prova (non portò a termine nessuna delle 12 gare nel massimo circuito cui prese parte) e ai successivi XX Giochi olimpici invernali di Torino 2006, sua unica presenza olimpica, si piazzò 31ª nello slalom speciale; l'anno dopo ai Mondiali di Åre 2007, suo congedo iridato, fu 37ª nella medesima specialità. Si ritirò al termine della stagione 2009-2010 e la sua ultima gara fu uno slalom gigante FIS disputato il 16 marzo a Kars/Sarıkamış, chiuso dalla Rataj al 6º posto.

## Palmarès

### Coppa Europa
- Miglior piazzamento in classifica generale: 127ª nel 2000 e nel 2001

### Campionati bosniaci
- 8 medaglie:
  - 6 ori (slalom gigante, slalom speciale nel 2005; slalom gigante, slalom speciale nel 2006; slalom gigante, slalom speciale nel 2007)
  - 1 argento (slalom gigante nel 2008)
  - 1 bronzo (slalom speciale nel 2008)

### Campionati sloveni
- 1 medaglia:
  - 1 bronzo (supergigante nel 2003)